# Alexandra Raisman
Alexandra Rose „Aly” Raisman, (ur. 25 maja 1994 w Needham) – amerykańska gimnastyczka sportowa. Dwukrotna mistrzyni i brązowa medalistka olimpijska 2012 z Londynu, mistrzyni i dwukrotna wicemistrzyni olimpijska 2016 z Rio de Janeiro. Dwukrotna mistrzyni świata (2011, 2015).